# Hệ tam phân
Hệ tam phân (tiếng Anh: ternary numeral system) còn gọi là hệ cơ số 3 là một Hệ đếm. Mặc dù hệ tam phân thường được dùng để chỉ một hệ thống trong đó có ba chữ số là số không âm, đặc biệt là 0, 1 và 2, nó còn có tên là hệ thống ba số cân bằng, bao gồm các chữ số -1, 0 và +1, được sử dụng trong logic so sánh và các máy tính ba chiều.

## So với các hệ đếm khác
| ×   | 1   | 2   | 10   | 11   | 12   | 20   | 21   | 22   | 100   |
| 1   | 1   | 2   | 10   | 11   | 12   | 20   | 21   | 22   | 100   |
| 2   | 2   | 11  | 20   | 22   | 101  | 110  | 112  | 121  | 200   |
| 10  | 10  | 20  | 100  | 110  | 120  | 200  | 210  | 220  | 1000  |
| 11  | 11  | 22  | 110  | 121  | 202  | 220  | 1001 | 1012 | 1100  |
| 12  | 12  | 101 | 120  | 202  | 221  | 1010 | 1022 | 1111 | 1200  |
| 20  | 20  | 110 | 200  | 220  | 1010 | 1100 | 1120 | 1210 | 2000  |
| 21  | 21  | 112 | 210  | 1001 | 1022 | 1120 | 1211 | 2002 | 2100  |
| 22  | 22  | 121 | 220  | 1012 | 1111 | 1210 | 2002 | 2101 | 2200  |
| 100 | 100 | 200 | 1000 | 1100 | 1200 | 2000 | 2100 | 2200 | 10000 |

Cách biễu diễn số nguyên trong hệ tam phân không dài nhanh như trong nhị phân. Ví dụ, 365 hệ thập phân tương ứng với 101101101 hệ nhị phân (với chín chữ số) và đến hệ tam phân là 111112 (sáu chữ số).
| Tam phân  | 1     | 2     | 10    | 11    | 12    | 20    | 21    | 22    | 100   |
| Nhị phân  | 1     | 10    | 11    | 100   | 101   | 110   | 111   | 1000  | 1001  |
| Thập phân | 1     | 2     | 3     | 4     | 5     | 6     | 7     | 8     | 9     |
| Tam phân  | 101   | 102   | 110   | 111   | 112   | 120   | 121   | 122   | 200   |
| Nhị phân  | 1010  | 1011  | 1100  | 1101  | 1110  | 1111  | 10000 | 10001 | 10010 |
| Thập phân | 10    | 11    | 12    | 13    | 14    | 15    | 16    | 17    | 18    |
| Tam phân  | 201   | 202   | 210   | 211   | 212   | 220   | 221   | 222   | 1000  |
| Nhị phân  | 10011 | 10100 | 10101 | 10110 | 10111 | 11000 | 11001 | 11010 | 11011 |
| Thập phân | 19    | 20    | 21    | 22    | 23    | 24    | 25    | 26    | 27    |

| Tam phân  | 1         | 10           | 100            | 1 000            | 10 000             |
| Nhị phân  | 1         | 11           | 1001           | 1 1011           | 101 0001           |
| Thập phân | 1         | 3            | 9              | 27               | 81                 |
| Luỹ thừa  | 30        | 31           | 32             | 3                | 34                 |
| Tam phân  | 100 000   | 1 000 000    | 10 000 000     | 100 000 000      | 1 000 000 000      |
| Nhị phân  | 1111 0011 | 10 1101 1001 | 1000 1000 1011 | 1 1001 1010 0001 | 100 1100 1110 0011 |
| Thập phân | 243       | 729          | 2 187          | 6 561            | 19 683             |
| Luỹ thừa  | 35        | 36           | 37             | 38               | 39                 |

Đối với số hữu tỉ, hệ tam phân cung cấp một cách thuận tiện hơn để đại diện cho 1/3 (trái ngược với biểu diễn cồng kềnh của nó một chuỗi vô hạn các chữ số 3 tuần hoàn trong phần thập phân); nhưng nó có một nhược điểm lớn là hệ tam phân không biễu diễn một số hữu hạn cho 1/2 và cho 1/4, 1/8,... vì 2 không phải là một số nguyên tố trong hệ tam phân như với hệ 2.
| Phân số   | 1/2 | 1/3  | 1/4  | 1/5    | 1/6   | 1/7      | 1/8   | 1/9      | 1/10    | 1/11         | 1/12   | 1/13           |
| Tam phân  | 0.1 | 0.1  | 0.02 | 0.0121 | 0.01  | 0.010212 | 0.01  | 0.01     | 0.0022  | 0.00211      | 0.002  | 0.002          |
| Nhị phân  | 0.1 | 0.01 | 0.01 | 0.0011 | 0.001 | 0.001    | 0.001 | 0.000111 | 0.00011 | 0.0001011101 | 0.0001 | 0.000100111011 |
| Thập phân | 0.5 | 0.3  | 0.25 | 0.2    | 0.16  | 0.142857 | 0.125 | 0.1      | 0.1     | 0.09         | 0.083  | 0.076923       |

### Các chữ số trong tam phân trái ngược với nhị phân
Tương tự, đối với một số N(b, d) với cơ sở b và d chữ số, tất cả đều là giá trị cực đại với b − 1, ta có thể viết:
N(b, d) = (b − 1) bd−1 + (b − 1) bd−2 +... + (b − 1) b1 + (b − 1) b0,
N(b, d) = (b − 1) (bd−1 + bd−2 +... + b1 với 1),
N(b, d) = (b − 1) M.
cử = bd + bd−1 +... + b2 + b1, và
−M = −bd−1 − bd−2 − ... − b1 − 1, vì vậy
cử − M = bd − 1, hoặc
M = (bd − 1)/(b − 1).
Sau đó
N(b, d) = (b − 1)M,
N(b, d) = (b − 1) (bd − 1)/(b  − 1)
N(b, d) = bd − 1.
Đối với hệ tam phân, số gồm ba chữ số N(3, 3) = 33 − 1 = 26 = 2 × 32 + 2 × 31 + 2 × 30 = 18 + 6 + 2.

### Hình thức ngắn gọn của: hệ 9 và hệ 27
Hệ 9 hoặc hệ 27 có thể được sử dụng thay hệ tam phân, tương tự như cách hệ bát phân và hệ thập lục phân được sử dụng thay cho nhị phân.

## Sử dụng

### Tryte
Một số máy tính bậc ba như Setun đã xác định tryte là sáu trits  hoặc khoảng 9,5 bit (giữ nhiều thông tin hơn byte nhị phân trên thực tế).